# Zdeněk Nehoda

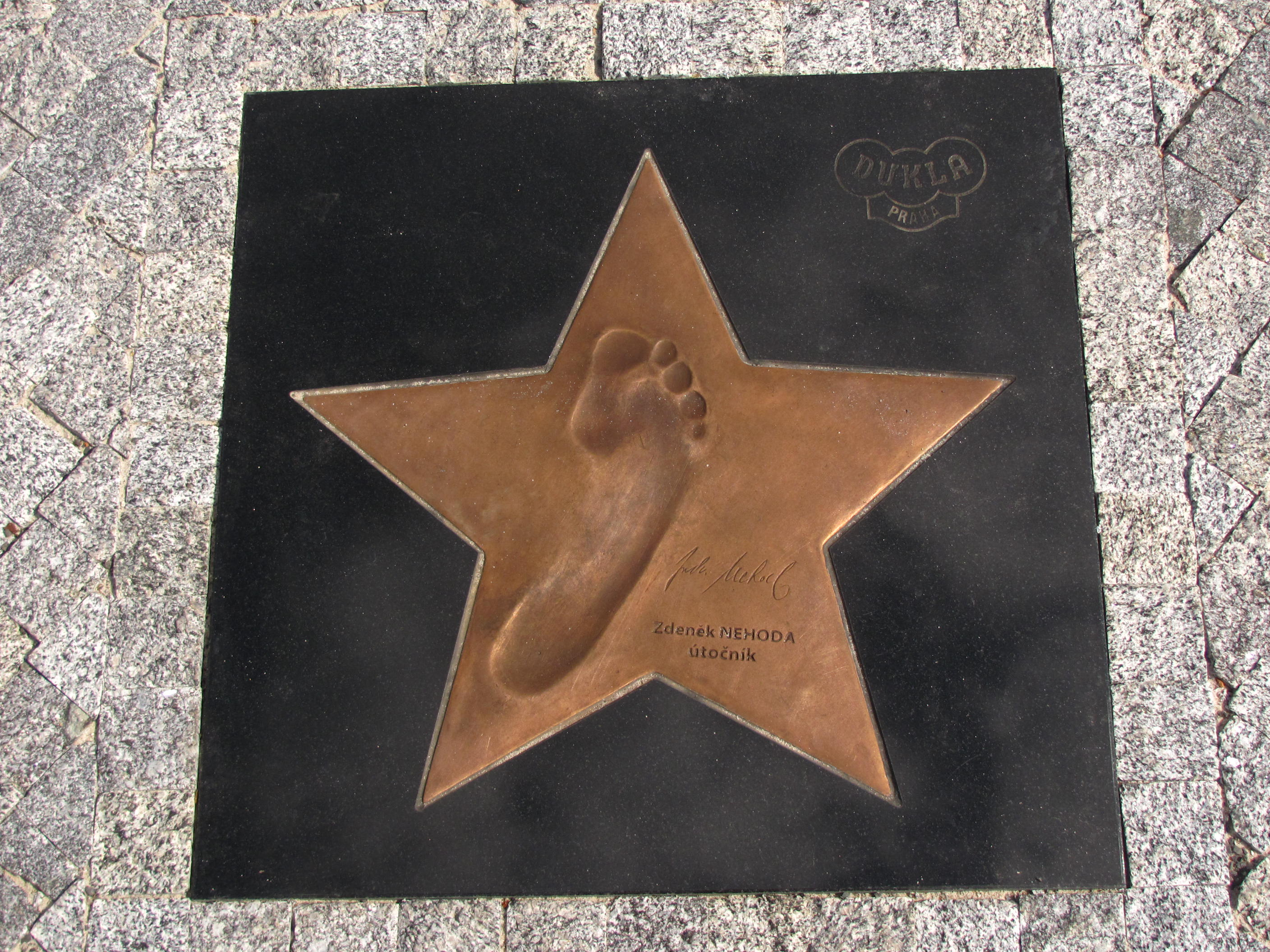
Hvězda slávy v Parku Juliska u stadionu Dukly Praha v Praze 6

Zdeněk Nehoda (* 9. května 1952 Hulín) je bývalý český fotbalový útočník a jeden z nejslavnějších hráčů Dukly Praha. V současné době je hráčským agentem a zastupuje celou řadu českých i zahraničních fotbalistů.
V letech 1978 a 1979 získal ocenění Fotbalista roku v Československu.
Od 23. září 1978 je členem Klubu ligových kanonýrů. V sezoně 1970/71 byl se 16 brankami nejlepším střelcem československé ligy (o primát se podělil s trnavským Jozefem Adamcem). Povedlo se mu to ve věku 18 let jako nejmladšímu hráči v historii nejvyšší soutěže (1925–2019/20). Nejlepším střelcem ligy byl i v ročníku 1978/79 se 17 góly (o primát se podělil s brněnským Karlem Kroupou).
Během fotbalové kariéry vystudoval právnickou fakultu.
Spolu s dalšími armádními sportovci a sportovními funkcionáři je veden v registračních protokolech komunistické vojenské kontrarozvědky jako „důvěrník“.

## Reprezentace
Za Československo vstřelil v letech 1971–1987 celkem 31 gólů v 91 utkáních. V roce 1979 obsadil deváté místo v anketě Zlatý míč.

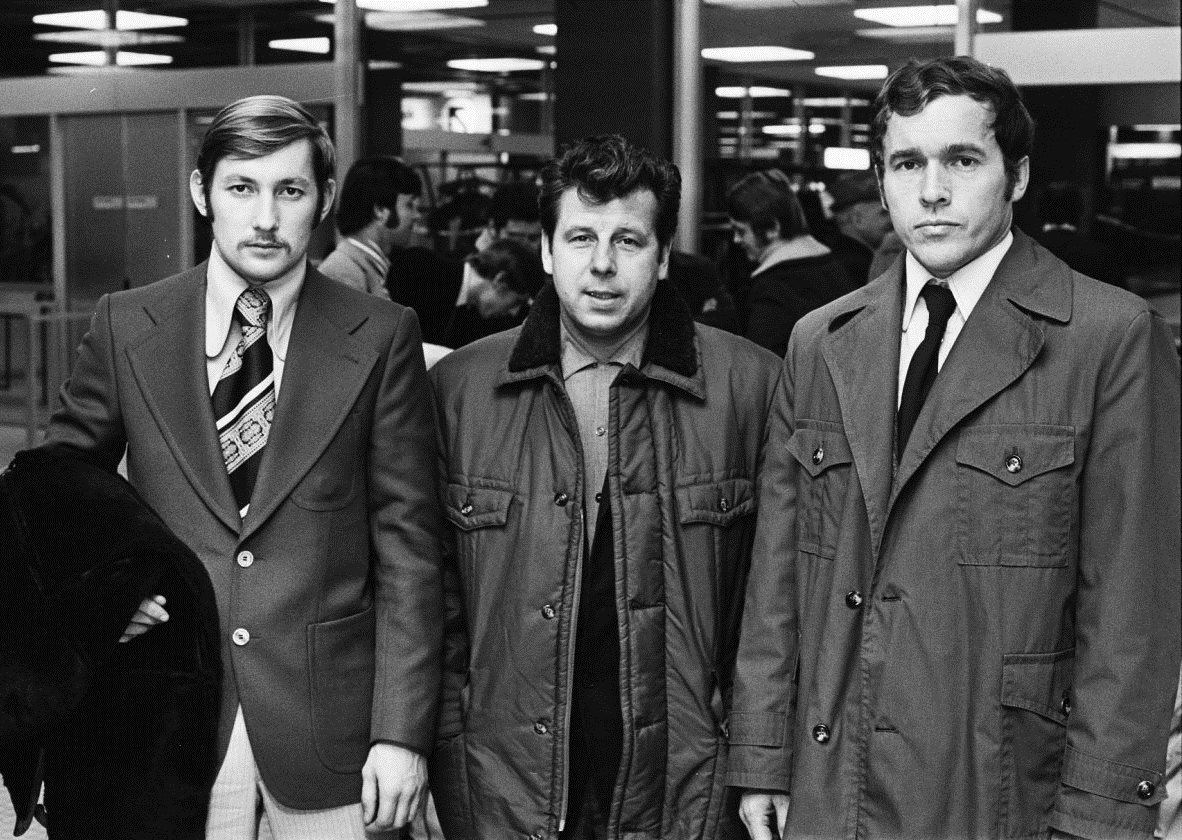
S Josefem Masopustem a Ivem Viktorem v roce 1974

## Klubová kariéra
- 1967–1971 TJ Gottwaldov
- 1971–1983 Dukla Praha
- 1983 SV Darmstadt 98
- 1984 Standard Liège
- 1984–1986 FC Grenoble
- 1986–1993 SC Amaliendorf (nižší soutěže)

## Ligová bilance
Premiéra: 12. srpna 1969, Sparta ČKD Praha – Gottwaldov 1:1 (0:0)
První gól: 3. září 1969, Gottwaldov – SONP Kladno 4:1 (3:0)
Stý gól: 23. září 1978, Dukla Praha – Lokomotíva Košice 5:0 (3:0)
Poslední gól: 25. září 1982, Dukla – Plastika Nitra 4:1 (2:1)
Poslední zápas: 12. prosince 1982, Dukla Praha – RH Cheb 0:2 (0:2)
| Ročník                                   | Zápasy | Góly | Klub             |
| ---------------------------------------- | ------ | ---- | ---------------- |
| 1. československá fotbalová liga 1969/70 | 27     | 5    | TJ Gottwaldov    |
| 1. československá fotbalová liga 1970/71 | 29     | 16   | TJ Gottwaldov    |
| 1. československá fotbalová liga 1971/72 | 25     | 10   | AS Dukla Praha   |
| 1. československá fotbalová liga 1972/73 | 15     | 3    | AS Dukla Praha   |
| 1. československá fotbalová liga 1973/74 | 29     | 11   | AS Dukla Praha   |
| 1. československá fotbalová liga 1974/75 | 27     | 8    | AS Dukla Praha   |
| 1. československá fotbalová liga 1975/76 | 30     | 17   | AS Dukla Praha   |
| 1. československá fotbalová liga 1976/77 | 29     | 12   | ASVS Dukla Praha |
| 1. československá fotbalová liga 1977/78 | 30     | 14   | ASVS Dukla Praha |
| 1. československá fotbalová liga 1978/79 | 25     | 17   | ASVS Dukla Praha |
| 1. československá fotbalová liga 1979/80 | 22     | 10   | ASVS Dukla Praha |
| 1. československá fotbalová liga 1980/81 | 24     | 12   | ASVS Dukla Praha |
| 1. československá fotbalová liga 1981/82 | 22     | 8    | ASVS Dukla Praha |
| 1. československá fotbalová liga 1982/83 | 14     | 2    | ASVS Dukla Praha |
| CELKEM                                   | 344    | 145  |                  |

## Další činnost
Založil Agenturu Nehoda sport, se kterou zprostředkoval mnoho velkých hráčských přestupů. Podle serveru SportRevue.cz je Zdeněk Nehoda jeden z nejvlivnějších fotbalových agentů v Česku.
K roku 2009 provozoval v centru Ostravy luxusní restauraci.